# 石内裕貴
石内　裕貴（いしうち　ゆうき、1993年4月2日 - ）は、福岡県出身の、日本の柔道選手。階級は100kg級。身長183 cm。組み手は右組み。血液型はA型。得意技は小内刈。

## 経歴
柔道は7歳の時に大刀洗豪武館で始めた。大刀洗中学から高水高校へ進むと、3年の時にはインターハイ100kg級で優勝した。全日本ジュニアでは3位だった。2012年に天理大学へ進学すると、1年の時には全日本ジュニアで3位、2年の時には優勝大会で3位、3年の時には優勝大会で3位、学生体重別では2位となった。2016年に旭化成の所属になった。2019年の実業個人選手権で優勝を飾ると、講道館杯では3位となった。2020年の全日本選手権では準決勝で会社の2年先輩である羽賀龍之介に腕挫十字固で敗れるも3位入賞を果たした。2023年の実業個人選手権では決勝で90kg級から階級を上げてきたパーク24の増山香補に反則勝ちして今大会4年ぶりの優勝を飾った。2024年のシニア体重別では決勝で会社の後輩である旭化成の後藤龍真に反則勝ちして優勝した。

## 戦績
- 2011年 -　インターハイ　優勝
- 2011年 -　全日本ジュニア　3位
- 2011年 -　エクサンプロバンスジュニア国際　優勝
- 2012年 -　ブレーメンジュニア国際　3位
- 2012年 -　全日本ジュニア　3位
- 2013年 -　優勝大会　3位
- 2014年 -　優勝大会　3位
- 2014年 -　学生体重別　2位
- 2019年 -　実業個人選手権　優勝
- 2019年 -　講道館杯　3位
- 2020年 -　グランプリ・テルアビブ　7位
- 2020年 -　講道館杯　5位
- 2020年 -　全日本選手権　3位
- 2023年 -　実業個人選手権　優勝
- 2024年 - シニア体重別　優勝

(出典、JudoInside.com)